# Нуклеарно оружје
Нуклеарно оружје је оружје велике разорне снаге, значајно јаче и од најјачег конвенционалног експлозива. Такво оружје је способно да уништи или озбиљно оштетити цео град, а такође би убило или ранило већину становништва, док би радијација била ту присутна деценијама. Преживело становништво које је остало у тим градовима било би озрачено и осуђено на полако изумирање у страшним мукама. Тако да нуклеарно оружје умногоме превазилази по својим карактеристикама сва позната оружја која су се произвела до данас.
У историји ратовања, нуклеарна оружја коришћена су само два пута, оба пута током задњих дана Другог светског рата. Први догађај десио се ујутро 6. августа 1945. године, када су САД бациле атомску бомбу на јапански град Хирошиму, чије је шифровано име било Малиша. Ова бомба је била направљена на бази реакције нуклеарне фисије од уранијума 235. Фисија значи цепање нуклеарног језгра. Други догађај одиграо се три дана касније када је бачена на јапански град Нагасаки, који је имао шифровано име Дебељко. Ова бомба је била направљена од плутонијума 239. Фузија значи спајање нуклеарног језгра. Будући да је била другачије конструисана од уранијумске бомбе бачене на Хирошиму, снага њене експлозије била је већа 1,5 пута. Претпоставља се да је 129.000 људи погинуло у тим нападима, а да је два пута више умрло од директних последица: радијације, глади, опекотина итд. Седамдесет година после напада, људи и даље умиру од последица атомских бомби, јер је код преживелих установљен надпросечан број оболелих од рака и високог крвног притиска.

## Историја
О могућности добијања огромне количине енергије цепањем атома се већ деценијама спекулисало, захваљујући открићима из области физике, али никакво озбиљно истраживање није било започето. Све је почело 1896, када је Анри Бекерел открио радиоактивност уранијума. Следећи корак су направили Марија и Пјер Кири 1902. године, када су изоловали радиоактивни елемент назван радијум. Три године касније је Алберт Ајнштајн објавио своју теорију релативности. Према овој његовој теорији, ако бисмо како могли да трансформишемо масу у енергију, добили бисмо велике количине ослобођене енергије. Следећи велики корак су направили Ернест Радерфорд и Нилс Бор када су описали структуру атома. Атом је састављен од позитивно наелектрисаног језгра и негативно наелектрисаних електрона. Они су закључили да језгро мора да се преломи или да експлодира да би се ослободила велика количина енергије. 1934, Енрико Ферми, научник из Рима, је раставио тешке атоме бомбардујући их неутронима. Међутим, он није схватио да је постигао нуклеарну фисију. Децембра 1938. у Берлину, Ото Хан и Фриц Штрасман су извели сличан експеримент и дошли до великог открића. Раздвојили су атом и тако произвели нуклеарну фисију. Трансформисали су масу у енергију — 33 године после постављања Ајнштајнове теорије.
Нацистичка Немачка је 1939. године вршила прва испитивања везана за нуклеарну фисију, и то је све научнике избеглице прилично забринуло. Страховали су од саме помисли шта би се десило када би таква власт дошла у посед најубојитијег оружја икад произведеног. Тако да је велики број научника отишао из Немачке и окупираних земаља, тражећи уточиште у САД. Слично се дешавало и са научницима из Италије. У забринуте научнике спадају Алберт Ајнштајн из Немачке, Енрико Ферми из Италије, Јуџин Вигнер, Едвард Телер и Лео Силард из Мађарске.
Када је Лео Силард чуо за вест из Немачке, одмах је започео кампању, заједно са колегом Енриком Фермијем да упозоре америчку јавност на опасност која стиже из нацистичке Немачке. Убедили су и Алберта Ајнштајна да у њихово име пошаље писмо америчком председнику Френклину Рузвелту, иако сам Ајнштајн касније није хтео ништа да има са бомбом. Писмо је изазвало жељени ефект, па су тако у Америци почела истраживања са разбијањем атома. Сам Рузвелт је одлучио да се у истраживања уложи огроман новац, пошто се веровало да је у току трка са временом и да је неопходно да направе бомбу пре Немачке.
Прва нуклеарна оружја произвео је међународни тим током Другог светског рата у САД, укључујући велики број дислоцираних понајбољих физичара и научника из средишње Европе, уз помоћ Уједињеног Краљевства и Канаде као део тајног пројекта названог Менхетн. Прва проба нуклеарног оружја се десила 16. јула 1945. године, у држави Нови Мексико. Тест је познатији под називом Тринити тест. Док се у почетку оружје развијало примарно из страха да би га Нацистичка Немачка могла прва развити, оно се касније ипак искористило против јапанских градова Хирошиме и Нагасакија у августу 1945. године. Совјетски Савез је своје прво нуклеарно оружје развио и тестирао 1949. године. Они су до технологије успели да дођу захваљујући бриљантним физичарима, али и захваљујући шпијунима. Совјети су имали шпијуне инфилтриране директно у америчке научне тимове. И САД и СССР су средином 1950-их година наставили развијати оружје засновано на нуклеарној фузији (хидрогенске бомбе). Изумом поузданог начина слања ракета током 1960-их; постало је могуће да се нуклеарно оружје пошаље било где у свету у врло кратком року те су две хладноратовске суперсиле усвојиле стратегију застрашивања одржавајући крхки мир.
Нуклеарно оружје је било симбол војне и државне моћи, а његово тестирање се користило не само за усавршавање него и за слање одређених политичких порука. Током тог периода и друге државе су такође развиле нуклеарно оружје, као што су Уједињено Краљевство, Француска и Кина. Ових пет чланова "нуклеарног клуба" су се договорили да покушају ограничити његово ширење, мада су још пет држава успеле да га развију (Индија, Јужноафричка Република, Пакистан, Израел) и Северна Кореја. Крајем Хладног рата почетком 1990-их; Русија је наследила оружје од бившег Совјетског Савеза те је заједно са САД наставила сарадњу за смањење свог нуклеарног арсенала у сврху смањења тензија и међународне сигурности.
Ширење нуклеарног оружја је ипак настављено, те је Пакистан тестирао своје прво нуклеарно оружје 1998. године, а следило је тестирање Северне Кореје 2006. године. У јануару 2005. године, пакистански металург Абдул Кадир Кан признао је да је продавао нуклеарну технологију и информације о нуклеарном оружју Ирану, Либији и Северној Кореји, преко великог међународног ланца. Северна Кореја је 9. октобра 2006. године објавила да је извела подземни нуклеарни тест, али пошто нису примећени знакови велике експлозије многи су закључили да тест није био потпуно успешан.
Постојала су (најмање) четири велика лажна аларма, најскорији 1995. године, који су готово довели до тога да САД или СССР / Русија почну лансирати своје нуклеарне бојеве главе као одмазду за претпостављени напад. Осим тога, током Хладног рата САД и СССР су неколико пута били на ивици нуклеарног напада, најпознатији случај је био током Кубанске ракетне кризе. До 2006. године, процењује се да у свету постоји најмање 27.000 нуклеарних бојевих глава у поседу најмање девет држава, а 96% нуклеарног оружја налази се у САД и Русији.

## Врсте нуклеарног оружја
Постоје два главна типа нуклеарног оружја и то:
- фисијска бомба, која је заснована на бази реакције нуклеарне фисије или цепања нуклеарног језгра. Овај тип је познат под називима нуклеарна или атомска бомба (скраћено А-бомба).
- фузијска бомба, која је заснована на бази реакције нуклеарне фузије или спајања нуклеарног језгра. Овај тип је познат под називима термонуклеарна, водонична или хидрогенска бомба (скраћено Х-бомба).

Остали типови
Ту су и други типови нуклеарног оружја. На пример:
- појачана бомба на бази реакције нуклеарне фисије је фисијска бомба која повећава своју експлозивну снагу помоћу мале количине фузионих реакција, али није хидрогенска бомба, јер је далеко испод њених могућности, ипак ово је само појачана атомска бомба
- неутронска бомба
- кобалтна бомба
- радиолошка бомба

### Фисијско оружје — Нуклеарна или атомска бомба
Фисија је нуклеарни процес у коме се тешко језгро раздваја на два мања језгра. Продукт који настаје овом реакцијом је само један од могућих облика. Фисијом може настати било која комбинација лакших језгара, све док збир протона и неутрона у новонасталим језгрима не прелази број у почетном језгру. Као код фузије, велика количина енергије се може ослободити у процесу фисије зато што сабирак маса лакших језгара (продуката) износи мање од масе језгра које је настало у процесу фисије. Фисија настаје због тога што се у тешким језгрима налази електростатичко одбијање између великог броја позитивно наелектрисаних протона. Два мања језгра имају мање унутрашње одбијање од једног већег језгра. Тако да, једном када веће језгро буде у стању да савлада јаку нуклеарну силу, која га држи у једном комаду, може да ступи у процес фисије.
Фисијска бомба је оружје које је заснована на бази реакције нуклеарне фисије или цепања нуклеарног језгра. Овај тип је познат под називима нуклеарна или атомска бомба (скраћено А-бомба). У фисијским оружјима, маса фисијског материјала (обогаћени уранијум-235) се ставља у суперкритичну масу — количина материјала потребна да отпочне експоненцијални раст нуклеарне ланчане реакције растављањем или цепањем две подкритичне масе хемијским експлозивом, приликом чега се убризгавају неутрони и реакција почиње. Количина енергије коју ослободи фисијска бомба може да варира од једне тоне ТНТ-а, па све до око 500.000 тона (500 килотона) ТНТ-а. Главни изазов у свим конструкцијама нуклеарног оружја је осигуравање да се значајан део горива искористи пре него што оружје уништи само себе.
Атомска бомба је уништавајуће ратно средство које као своју експлозивну моћ користи изотопе урана U-235, нептунијума Np-237, као и плутонијума Pu-239, а у врло ретким случајевима торијума Th-232, као и урана U-233. Тај експлозив најчешће чине два или више комада нуклеарног материјала, обично у облику две полусфере, које су пре активирања бомбе међусобно раздвојене. Маса сваке сфере је мања од критичне масе (око 20 kg), а збирна маса је већа од критичне масе. На тај начин се спречава процес ланчане реакције све док се нуклеарна бомба не активира. У тренутку активирања бомбе делови нуклеарног експлозива се доводе у компактну целину, при чему почиње процес неконтролисане нуклеарне реакције, односно експлозија бомбе. Активирање се врши помоћу обичне експлозивне супстанце (упаљача). Ова супстанца се налази у специјалном суду, изграђеном од метала велике густине, чији зидови служе и као рефлектор неутрона. Приликом експлозије нуклеарне бомбе испољавају се три основна дејства: ударно (механичко), топлотно и радиоактивно.
Ударно (механичко) дејство производи талас јако сабијеног ваздуха (ударни талас). Ударни талас се креће радијално у свим правцима. На растојањима мањим од једног километра, његов удар не могу да издрже ни армирано-бетонске грађевине. При удару жива бића могу да задобију повреде, непосредно (обарање), посредно (ударом предмета који се руше), итд. Услед нагле промене ваздушног притиска долази и до оштећења човекових унутрашњих органа, потреса мозга, пуцања бубне опне.
Топлотно дејство је последица топлотног зрачења ужарене ватрене лопте у којој температура, у тренутку експлозије, достиже неколико десетина милиона келвина.
Брзи неутрони и гама зраци који се јављају при експлозији, могу да буду смртоносни и до неколико километара од места експлозије. Ништа мање нису опасна ни накнадна зрачења (алфа и бета честица) која остављају тешке последице и на местима на којима уопште нема других дејстава.

### Фузијско оружје — Термонуклеарна, водонична или хидрогенска бомба
Фузија је нуклеарни процес у коме се два лака језгра комбинују да би се створило једно, теже језгро. Ова реакција ослобађа количину енергије која је више од милион пута већа од оне која се добија обичном хемијском реакцијом. Таква велика количина енергије се у процесу фузије ослобађа када се два лака језгра споје. При том спајању настаје језгро чија је маса мања од збира маса почетних језгара. Иако је фузија енергетски погодна реакција за лака језгра, не може да се деси под нормалним условима на Земљи јер је потребна да се утроши велика количина енергије. Због тога што су оба језгра, која улазе у реакцију, позитивно наелектрисана, долази до јаког електростатичког одбијања када се спајају. Само када се веома јако стисну један близу другог, осети се утицај јаких нуклеарних сила, које могу да надјачају ове електростатичке силе и изазову сједињавање језгара.
Фузијска бомба је врста нуклеарног оружја које ослобађа велику количину енергије путем реакције нуклеарне фузије и може бити више од хиљаду пута јача од фисијске бомбе. Позната је још и као термонуклеарна, водонична или хидрогенска бомба (скраћено Х-бомба). Хидрогенска (термонуклеарна) бомба функционише на принципу фузионог процеса, који је могућ само при великим температурама. Структура термонуклеарне бомбе изгледа отприлике овако: у центру се налази атомска бомба; окружује га омотач који је, у ствари, једињење литијума и деутеријума. Око овог омотача се налази штит, дебели спољни омотач, најчешће направљен од материјала који је подложан процесу фисије, који држи све компоненте на окупу да би се добила моћнија експлозија. Неутрони из атомске експлозије узрокују спајање водоникових језгара и добијање хелијума, трицијума и енергије. Експлозија атомске бомбе ствара високе температуре неопходне за процес фузије, који следи, (за спајање деутеријума и трицијума потребна је температура од 50.000.000 °C а за спајање трицијума и трицијума, 400.000.000 °C).
Као и друге врсте нуклеарних експлозија, експлозија хидрогенске бомбе ствара веома високе температуре у тренутку експлозије, близу свог језгра. У овој зони, скоро сва материја која је ту присутна, испари и формира гас под великим притиском. При изненадном повећању притиска, (притисак је далеко већи од атмосферског), овај гас се шири од центра у облику јаког ударног таласа, чија јачина опада како се удаљава од центра експлозије. Овај талас, који садржи већину ослобођене енергије, је одговоран за главни део деструктивног механичког ефекта нуклеарне експлозије. Ширење ударног таласа и његови ефекти веома зависе од тога да ли се експлозија десила у ваздуху, под водом или под земљом.
До сада ни једна хидрогенска бомба није искоришћена у ратне сврхе, али су, и поред тога, вршена нуклеарна тестирања ове врсте бомбе. Већина ових тестова је вршена под водом, због ризика од уништења.
Американци су прву хидрогенску бомбу, са деутеријумом као горивом и „класичном” фисионом бомбом као капислом, тестирали на једном малом острву у Маршаловом архипелагу, 1. новембра 1952. године. Тестирање је обављено статички, на специјално конструисаној платформи а не бацањем из ваздуха, пошто ниједан тадашњи бомбардер није могао да понесе бомбу тешку преко 64 тоне. Рушилачка моћ експлозије превазишла је чак и Телерова очекивања. Њена снага процењена је на 10,5 мегатона, што је 450 пута више од снаге бомбе бачене на Нагасаки. Пробно острво је буквално испарило, а на његовом месту створен је подводни кратер широк два километра и дубок педесет метара. Већ 12. августа 1953. Совјети су тестирали хидрогенску бомбу коју је конструисао Андреј Сахаров. Иако је јачина ове бомбе била знатно испод једног мегатона, ипак се радило о покретном оружју које се могло натоварити на авион и лансирати на америчке градове. Уједињено Краљевство, Француска и Кина су такође вршиле нуклеарна тестирања, а ових пет нација спадају у такозвани клуб нуклеарних нација, које имају могућности за производњу ове бомбе. Три мање бивше совјетске државе које су наследиле нуклеарни арсенал (Украјина, Казахстан и Белорусија) одрекле су се свих бојевих глава, које су пребачене у Русију. Само се за шест земаља (САД, Русија, Француска, Уједињено Краљевство, Кина и Индија) зна да поседују хидрогенску бомбу. Још неколико других држава је вршило тестирања или тврде да имају могућност да направе ове бомбе. Међу овим државама су Израел и Пакистан, а од јануара 2016. године и Северна Кореја тврди да је тестирала термонуклеарну бомбу, међутим та тврдња је веома спорна због врло слабе детонације, које би могла да произведе ова бомба. Јужноафрички апартхејд режим је конструисао шест нуклеарних бомби које су касније демонтиране.
Највећа бомба која је икада детонирана је била Цар бомба у бившем Совјетском Савезу, коју су конструисали Андреј Сахаров и Игор Курчатов која је имала снагу од преко 50 милиона тона (мегатона) ТНТ-а. Приликом теста изведеног у арктичкој пустињи 30. октобра 1961. године настала је нуклеарна печурка висока 65 и широка 40 km. Бомба је, ипак, била крајње непрактична: сувише велика за класичне бомбардере, сувише малог домета за оне специјално прерађене, сувише гломазна за класичне пројектиле. Већина термонуклеарног оружја су знатно мањи од тога, из практичних разлога због ограничења простора као и тежине ракета и бојевих глава.

### Остали типови

#### Неутронска бомба
Неутронско оружје темељи се на принципу фузије термонуклеарног експлозива, помоћу детонатора који даје високу температуру, на којој отпочиње термонуклеарна реакција — експлозија. Ако би технички било могуће да се код термонуклеарног оружја не употреби нуклеарни детонатор, од урана-235 или плутонијума-239, ради стварања температуре неопходне за отпочињање термонуклеарне реакције фузије, то би било „чисто” термонуклеарно оружје, с релативно мало материја радиоактивног распада у поређењу с класичним нуклеарним оружјем. Зато би експлозија неутронске бомбе произвела огромну количину брзих неутрона велике енергије, способних да пробију бетон, гвожђе, земљу, олово, човеково тело…
Самјуел Т. Коен је физичар који је конструисао неутронску бомбу, контроверзно оружје које убија све својом великом радијацијом, али нема рушилачки ефекат какав има „класична” атомска бомба. Односно, неутронска бомба „штеди” војну технику и објекте, а уништава противничке војнике. Ова врста атомског оружја први пут је испробана у пролеће 1963. у пустињи Неваде, а у наоружање америчке војске ушла је крајем седамдесетих година 20. века, у време Хладног рата. Дакле, прво су је направили Американци, па онда Совјети, затим Французи и Кинези, највероватније и Израелци. Неутронска бомба настала је као реакција НАТО-а на страх од изненадног напада снага Варшавског уговора на простор западне Европе, у време када су амерички генерали процењивали да НАТО нема више од 48 сати упозорења пред масовни напад 90 дивизија Варшавског уговора и да је у таквој ситуацији поузданост сваког нуклеарног реаговања, стратегијског или тактичког нивоа у озбиљној кризи. Одбрана густо насељене централне Европе, по мишљењу западних стратега, најбржа је и најлакша уз употребу неутронских бомби, које би поштеделе градове и локално становништво скривено у подрумима и склоништима, а убиле посаде совјетских тенкова у надирању ка Паризу.
Неутронски нуклеарни пројектил снаге два до три килотона проузрокује почетну радијацију еквивалентну експлозији класичног нуклеарног пројектила јачине од 20 до 30 килотона. Радиоактивност неутронске бомбе је директна и индукована. На сваког убијеног долази најмање десет озрачених који умиру врло брзо. Неутронска бомба била је само почетак ере истребљења људи, а очувања имовине. Њеним усвајањем у наоружање Запад је снизио „нуклеарни праг” и Совјети нису хтели да закасне. Став Москве изнео је 1978. совјетски лидер Леонид Брежњев, рекавши да је „СССР против производње неутронског оружја, али да, ако Запад произведе такво оружје, СССР неће остати пасиван посматрач”. И СССР је убрзо направио своје неутронско оружје. Неутрони су постали борбено средство.
Ако би дошло до експлозије неутронске бомбе од једног килотона на висини од 100 до 150 m, њено разарајуће дејство на грађевине и индустријска постројења било би ограничено на површину пречника од око 200 m, али би смртоносна доза зрачења била ефикасна на површини пречника од око 1.200 m. За посаде оклопних возила, смртоносни радијус био би мањи само за 20 до 30% него за људе ван оклопа. Заштиту би могли да пруже једино дебели зидови од парафина, влажне земље или армираног бетона. Неутрони имају већу моћ продирања од гама зрачења и биолошки су штетнији што је довело до идеје о бомби која би могла побити све људе на неком подручју уз минималну физичку штету.
Енергија коју испушта нуклеарно оружје долази у четири главна облика:
- удар, 40-60% укупне енергије
- топлотно зрачење, 30-50% укупне енергије
- јонизујуће зрачење, 5% укупне енергије
- радиоактивне падавине, 5-10% укупне енергије

Јонизујуће зрачење изазвано нуклеарном експлозијом сачињавају неутрони, гама зраке, алфа честице и електрони који се гибају екстремно великим брзинама. Неутрони су искључиво продукт фисијске и фузијске реакције, док су гама зраке такођер продукт тих реакција али и резултат распада продуката фисије. Интензитет јонизујућег зрачења смањује се с повећањем удаљености од места експлозије. У близини места експлозије зрачење неутрона јаче је од гама зрачења, а с повећањем удаљености зрачење неутрона постаје занемариво у односу на гама зрачење.
Радиоактивна контаминација након нуклеарне експлозије појављује се у облику радиоактивних падавина и радиоактивности изазване неутронима, а долази из три извора:
- продукти фисије
- фисијско гориво
- радиоактивност изазвана неутронима

Фисијски продукти резултат су цепања урана или плутонијума. Постоји преко 300 различитих продуката фисије с различитим временима полураспада, од неколико секунди до неколико година, а најчешће емитирају алфа и бета честице.
Нуклеарна оружја релативно су неефикасна што се тиче искоришћавања фисијског горива и велик део урана и плутонијума бива распршен након експлозије, а да није прошао фисију. Такви материјали споро се распадају емитујући алфа честице и релативно су мале важности.
Неутрони које емитује иницијално нуклеарно зрачење узроковати ће радиоактивност остатака оружја, али и тла, зрака и воде на месту експлозије. Атомска језгра које су изложене зрачењу неутрона ће везати неутроне и тако постати радиоактивни.

#### Кобалтна бомба
Кобалтна бомба користи кобалт у љусци, а фузијски неутрони претварају кобалт у кобалт-60, снажан емитер гама зрачења с временом полураспада од 5,26 година. Кобалт-60 може узроковати тешку радиоактивну контаминацију захваћеног подручја. Иницијално гама зрачење фисијских продуката еквивалентне бомбе с ураном у спољној љусци је снажније од кобалта-60: 15.000 пута након једног сата; 35 пута након једне недеље; 5 пута након једног месеца; и отприлике је једнако након 6 месеци. Након једне године зрачење кобалта-60 постаје 8 пута јаче од продуката фисије урана, а након пет година 150 пута јаче. Кобалтна бомба може произвести екстремно радиоактивне падавине и чини захваћено подручје изузетно неприкладним за живот. Период полураспада кобалта-60 је дуг довољно да се честице у лету спусте и обавију Земљину површину пре него што дође до распада, при том чинећи немогућим скривање у склоништа.

#### Радиолошка бомба
Радиолошка бомба (или прљава бомба) је теоретски говорећи оружје код којега је око језгра класичног експлозива постављен радиоактивни материјал са циљем радиоактивне контаминације што већег подручја путем детонације то јест прљања што већег подручја због чега је и добила такво име. То не треба мешати са нуклеарном експлозијом, као што су фисијске бомбе, чији су ефекти далеко изнад онога што је могуће постићи употребом конвенционалних експлозива.
Рађен је тест експлозије где су вршени прорачуни од стране америчког Министарства енергетике које је утврдило да под претпоставком не очисте терен од контаминације и да сви преживели остану на угроженом подручју годину дана, излагање зрачењу ће бити "прилично високо", али не и фатално. Деконтаминација угроженог подручја може захтевати доста времена и трошкова, чинећи области делимично неупотребљивим за живот и рад и проузрокује велику економску штету.

## Нуклеарни пројектили
Модерна технологија нуклеарног оружја је базирана на томе да се предвиђене мете гађају са великих безбедних одстојања и избегавања могућих жртава својих посада у авионима. Тако да је развој ракетне технологије допринео да се мете гађају са великих одстојања.
Историјски гледано прва употреба неког нуклеарног оружја у ратовању је гравитациона бомба бачена из авиона — бомбардера. Овај начин се прво развио јер није захтевао никаква просторна ограничења због величине самог оружја, а минијатуризација оружја је нешто што захтева велико знање у дизајнирању тог оружја. Међутим, употреба нуклеарног оружја путем класичног авионског напада значајно је ограничавала домет напада, време одговора на предстојећи напад и број оружја које се може користити у задано време. Осим тога, специјални системи на авионима обично нису потребни, нарочито након што су развијене минијатурне нуклеарне бомбе које се могу допремати било стратешким бомбардерима или тактичким авионима ловцима, што даје могућност авионима да користе своју тренутну флоту са минорним или никаквим изменама. Овај метод се и даље сматра једним од примарних начина коришћења нуклеарног оружја. Већину америчког нуклеарног оружја, представљају гравитационе бомбе слободног пада, као што су Б61.
Много ефикаснији начин са стратешке тачке гледишта је нуклеарно оружје стављено на ракету, која користи балистичку путању којом могу да се гађају мете на великим даљинама. Чак и пројектили кратког домета омогућавају бржи напад без излагања властитим жртвама, развој интерконтиненталних нуклеарних балистичких ракета (ИЦБМ) и балистичких пројектила који се лансирају са подморница (СЛБМ) омогућио је неким држава несметано и лако деловање нуклеарним оружјем на мете било где у свету са великом могућношћу успеха и тачности. Много напреднији системи попут МИРВ-а (Multiple independently targetable reentry vehicle — односно пројектила са више нуклеарних бојевих глава), омогућавају да се лансира већи број нуклеарних бојевих глава на неколико мета истовремено, што смањује шансе било какве ракетне одбране. Данас су пројектили односно ракете основни и најчешћи системи дизајнирани за гађање нуклеарним оружјем. Међутим, пројектовање нуклеарне бојеве главе довољно малом да се може ставити у неки пројектил је изузетно велики изазов за многе државе које желе да направе такво оружје. Из тих разлога, а из због огромних трошкова финансирања многе државе су одустале од прављења нуклеарног оружја. Тако је и бивша Југославија имала свој нуклеарни програм развијан још од 1950-их година, али га се из финансијских разлога одрекла негде средином 1970-их година.
Тактичко нуклеарно оружје укључује разне врсте и начине гађања мета, укључујући не само гравитационе бомбе и пројектиле него и артиљеријске гранате, мине и дубинске нуклеарне бомбе и торпеда која су намењена против непријатељских подморница. У САД је тестирано и нуклеарно оружје које се испаљивало из преуређених минобацача. Мала тактичка преносива нуклеарна оружја која могу да се користе, опслуживала су га само два војника, и она су и данас у употреби. Понекад се за таква оружја погрешно користи израз бомбе у актовци. Пример таквог оружја је Special Atomic Demolition Munition (посебна атомска муниција за уништавање), мада постоје значајна ограничења између довољне разорне моћи таквог оружја и довољно малене величине и ограничења у преносу и употреби за данашње војне потребе.

## Нуклеарна стратегија
Нуклеарни сукоб је стратегија или ратовања или избегавања нуклеарног рата. Политика покушавања да се одбије потенцијални нуклеарни напад од стране друге земље је позната као стратегија нуклеарне одбране. Циљ је да се увек одржава статус другог напада (способност државе да одговори на нуклеарни напад са својим нуклеарним наоружањем) или да у потенцијалом рату има статус првог напада са циљем да се униште непријатељске одбране пре него што узврате ударац. Током Хладног рата војни теоретичари су радили на моделима по којима би се спречило коришћење таквог наоружања.
Различите форме нуклеарног удара допуштају различите врсте нуклеарне стратегије, примарно чинећи тежом одбрану и отежавајући лансирање противнапада против њих. У почетку су се пројектили скривали стављањем на подморнице или возове чије је локације тешко пратити, а у каснијем периоду је закопавано у бункере или држано у силосима који су били добро заштићени од сателитског снимања. Друге мере укључују одбрану против нуклеарних врста напада коришћењем противваздушне одбране (тј. уништавање пројектила пре него што стигну до својих мета) или средствима цивилне одбране (коришћењем раног упозорења да се евакуишу грађани на сигурно подручје пре напада). Оружја која су дизајнирана да униште масовне популације позната су под називом стратешка нуклеарна оружја. Оружја која су дизајнирана да буду кориштена на бојном пољу у ратном стању су позната под називом као тактичка нуклеарна оружја.
Постоје и велике критике око идеје "нуклеарна стратегија" где еминентни стручњаци упозоравају да би нуклеарни рат између две нуклеарне силе, могао да их доведе до тоталног уништења. Са ове тачке гледишта значај нуклеарног оружја се огледа у томе да је оно само средство спречавања рата, јер би прави нуклеарни рат могао настати из безазленог политичког неслагања и страха, а резултат тог рата би био потпуно уништење обадве зараћене стране. Ова, не само национална него и глобална претња, подстиче развијање многих мера анти-нуклеарне заштите, које се све више почињу спроводити.
Критике од стране мировних покрета и унутар војних организација су истакле сумњу у коришћење таквог оружја у тренутној војној клими у свету. Коришћење (или претња коришћења) таквог оружја би обично била противна правилима међународног права које се примењује у оружаним сукобима, у складу са саветодавним мишљењем које је објавио Међународни суд правде 1996. године.
Можда најконтроверзнија идеја у нуклеарној стратегији је она о ширењу нуклеарног оружја. Овај став говори да, насупрот конвенционалном оружју, нуклеарно оружје успешно спречава отворени рат између држава, како је и спречио у Хладном рату између САД и СССР. Политички научник Kenneth Waltz највише промовише ове ставове.

## Могуће последице нуклеарног удара у густо насељеним местима
Приликом нуклеарне експлозије ослобађа се огромна топлота у виду ватрене кугле у којој температура достиже неколико десетина милиона степени и која уништава све живо у пречнику од неколико километара од центра експлозије. Ударни и повратни талас који ствара нуклеарно оружје би уништило све зграде и куће у стамбеним блоковима, онда срушило мостове и све остало поравнало у кругу од 5 до 10 km од центра удара, па чак и до 40 km колико је направила Цар бомба.
Куће би биле претворене у пламене буктиње и згаришта а бетонске зграде и камене грађевине срушене и запаљене, док би се отровни дим данима након експлозије надвијао над градом, радиоактивни пепео би полако прекривао земљу, а лешеви које нема ко да покупи полако би трулили и несносно смрдели, ширећи заразу унаоколо. Све што је преживело први удар, било би у таквим условима изгубљено и осуђено на пропаст. Недостатак склоништа и уређених услова за живот само током једне недеље након експлозије допринео би да се милионски број жртава током времена вишеструко увећа. Ако томе додамо недостатак воде за пиће, хране, лекова и могућности да људима буде указана помоћ, ефекат нуклеарне експлозије би довео до вишемилионских жртава, што се свакако мора сматрати геноцидом над одређеном нацијом и терањем у егзодус целокупне популације из угрожених региона или читавих земаља. То би довело до даљег негативног развоја ситуације и распламсавања сукоба због великог броја избеглица и расељених.
Осим радиоактивног тровања, у ширем региону места на коме би се догодиле експлозије у периоду од неколико недеља појавили би се разни медицински поремећаји који су и данас познати код оних који су искусили ефекте нуклеарних експлозија. Дошло би до масовне појаве катаракте, леукемије и других врста рака. То практично нико не би могао да санира, нити да ублажи лековима и медицинском негом, јер за то не би постојали практично никакви услови у погођеном региону. Људи би умирали у најстрашнијим мукама и боловима. Монструозни ефекти експлозије били би приметни и десетинама година након што се она догодила, јер би у деловима света погођеним оваквом катастрофом владале патња, болест и смрт, уз невероватно велики број разних аномалија. Такво стање би у погођеним регионима потрајало ко зна колико година, деценија или векова.

## Нуклеарна тестирања и радиоактивност
Пет нуклеарних сила је свеукупно извело 2.046 нуклеарних проба до прекида те праксе 1996. године, а све остале државе су извеле тек по неколико проба. Тестирање нуклеарног оружја односи се на експерименте које изводи војска или влада неке државе како би утврдила ефикасност и разорну моћ нуклеарног оружја. Тестови откривају како та оружја функционишу под различитим околностима, те како се структуре понашају када се нађу у радијусу експлозије. Такође, нуклеарно тестирање је често био доказ научне и војне снаге неке државе, ради потребе застрашивања противника, те су стога и многи тестови били политичке природе.
Међутим, нуклеарно тестирање неминовно вуче за собом велике опасности. Једна таква се догодила 1954. године, када је САД извео опасну (Касл Браво) (енгл. Castle Bravo) експлозију уз помоћ нове хидрогенске бомбе на Маршаловим острвима, али су научници потценили штетност и обим опасног материјала након детонације. Експлозија је имала еквивалент од 15 мегатона — двоструко више од предвиђене. Детонација је избацила и неочекивано велику количину радиоактивног материјала, којег је промена времена распршила над великим подручјем. Облак радиоактивне прашине пропутовао је преко 150 km удаљености, те загадио неколико настањених острва у близини атола. Домороци су евакуисани, али су свеједно код 83 њих забележене опекотине, док је један јапански брод (Lucky Dragon), који се стицајем околности нашао у близини где је вршено тестирање и уловио радиоактивну рибу која је вероватно доспела на јапанско тржиште. Један од рибара је умро седам месеци касније, и страх од загађености контаминираних зона и немогућности за несметан рад риболоваца довела је до великог бојкота у Јапану против нуклеарних тестова. Касл Браво је била најгора нуклеарна несрећа за САД, али су се појавили и разни други проблеми, као што је распршивање зрачења и загађења водених извора, хране и становништва и у другим подручјима.
Овај инцидент је изазвао велику забринутост широм света, посебно у погледу ефеката нуклеарне радиоактивности и то је био одлучујући подстицај за настанак покрета анти-нуклеарног оружја у многим земљама. Дигла се цела светска јавност због бриге о могућим последицама по здравље због излагања нуклеарних падавина, чиме су угрожени егзистенцијални услови за живот и рад људи, а такође и природа и вегетација се угрожавају због контаминираности тих подручја. Рађени су неки тестови еминентних стручњака као и центра за контролу превенције болести (National Cancer Institute) у САД, који је утврдио да би даља нуклеарна тестирања довела до више од 11.000 умрлих од разних облика рака, онда леукемије и неких других болести.
Забринутост око све већег раста радиоактивних падавина је на крају довео до Повеље о ограничавању нуклеарног тестирања 1963. године, која је ограничила потписнице на подземно тестирање.
До марта 2009. године, САД је била једина земља која је материјално компензовала жртве нуклеарних тестова, а особама који су били изложени зрачењу и који су учествовали у нуклеарним тестовима, посебно у (Nevada Test Site), као и у другим тестовима одобрено је више од 1,38 милијарди долара.

## Државе које поседују нуклеарно наоружање
До сада је само осам држава успешно детонирало нуклеарно оружје. Пет од тих држава се сматрају као нуклеарне силе и све су потписнице НПТ-а по којем оне требају уништити своје нуклеарно оружје до чега никада није дошло. То су: Сједињене Америчке Државе, Русија (некадашњи Совјетски Савез), Уједињено Краљевство, Француска и Кина. Три нуклеарне држава које нису потписале споразум о забрани ширења нуклеарног оружја (НТП) су: Индија, Пакистан и Северна Кореја. За Израел се верује да има око 200 нуклеарних бојевих глава, али никад нису признали постојање нуклеарног програма нити су потписали споразум у вези ширења нуклеарног оружја.

### Пет нуклеарних сила по NTP

#### Сједињене Америчке Државе
| Први тест                   | 16. јула 1945.                           |
| Име пројекта                | Trinity (20 kt)                          |
| Последњи тест               | 23. септембар 1992.                      |
| Најјача детонација          | 15 Mt (13. октобар 1954)                 |
| Број детонација             | 1054                                     |
| Највећи број бојевих глава  | 32.193 (1966)                            |
| Тренутни број бојевих глава | 5.735 (активно) 9.960 (укупно)           |
| Домет                       | 13.000 km (земља) 12.000 km (подморница) |
| --------------------------- | ---------------------------------------- |

#### СССР/Русија
| Први тест                   | 29. август 1949.                        |
| Име пројекта                | RDS-1 (22 kt)                           |
| Последњи тест               | 1990.                                   |
| Најјача детонација          | 50 Mt (31. октобар 1961)                |
| Број детонација             | 1.000                                   |
| Највећи број бојевих глава  | око 45.000 (1986)                       |
| Тренутни број бојевих глава | 7.200 (активно) oko 16.000 (укупно)     |
| Домет                       | 15.200 km (земља) 8.000 km (подморница) |
| --------------------------- | --------------------------------------- |

#### Уједињено Краљевство
| Први тест                   | 3. октобар 1952.      |
| Име пројекта                | Hurricane (25 kt)     |
| Последњи тест               | 26. новембар 1991.    |
| Најјача детонација          | 3 Mt (28. април 1958) |
| Број детонација             | 45                    |
| Највећи број бојевих глава  | око 350 (1970)        |
| Тренутни број бојевих глава | око 200               |
| Домет                       | 13.000 km             |
| --------------------------- | --------------------- |

#### Француска
| Први тест                   | 13. фебруар 1960.     |
| Име пројекта                | Gerboise Bleue (70kt) |
| Последњи тест               | 1996.                 |
| Најјача детонација          |                       |
| Број детонација             | 210                   |
| Највећи број бојевих глава  |                       |
| Тренутни број бојевих глава | 350                   |
| Домет                       |                       |
| --------------------------- | --------------------- |

#### Кина
| Први тест                   | 13.10.1964. |
| Име пројекта                | 596         |
| Последњи тест               | 29.7.1996.  |
| Тренутни број бојевих глава | 180-240     |
| Домет                       |             |
| --------------------------- | ----------- |

### Остале државе с војно нуклеарним програмом

#### Индија
| Први тест                   | 18.5.1974.     |
| Име пројекта                | Насмешени Буда |
| Последњи тест               | 13.5.1998.     |
| Тренутни број бојевих глава | 80-100         |
| Домет                       | 2.500 km       |
| --------------------------- | -------------- |

#### Пакистан
| Први тест                   | 28.5.1998. |
| Име пројекта                | Chagai-I   |
| Последњи тест               | 30.5.1998. |
| Тренутни број бојевих глава | 80-100     |
| Домет                       | 2.500 km   |
| --------------------------- | ---------- |

#### Северна Кореја
| Први тест                   | 9.10.2006. |
| Име пројекта                | Unha 3     |
| Последњи тест               | 9.9.2016.  |
| Тренутни број бојевих глава | 20         |
| Домет                       | 4.000 km   |
| --------------------------- | ---------- |

### Државе које нису признале војни нуклеарни програм

#### Израел
| Први тест                   | 22.9.1979. (вероватно) |
| Име пројекта                | Вела                   |
| Последњи тест               | непознато              |
| Тренутни број бојевих глава | 75-4.000               |
| Домет                       | 11500 km               |
| --------------------------- | ---------------------- |

#### Јужна Африка
| Први тест                   | 22.9.1979. (вероватно са Израелом) |
| Име пројекта                | Vela                               |
| Последњи тест               | непознато                          |
| Тренутни број бојевих глава | било их је 6, све уништене         |
| Домет                       | 1.300 km                           |
| --------------------------- | ---------------------------------- |

## Нуклеарно разоружање
Нуклеарно разоружање се односи на чин смањења или елиминисања нуклеарног оружја у којем би у блиској будућности било потпуно уништено.
Почевши од споразума Споразума о делимичној забрани нуклеарних проба) из 1963. године, па све до Свеобухватног споразума о потпуној забрани нуклеарних проба из 1996. године, где је захтевано да се смање или ограниче пробна тестирања бомби као и смањење залиха нуклеарног наоружања. Споразум о неширењу нуклеарног наоружања из 1968. године имао је један од услова да сви потписници искажу добру вољу ка циљу потпуног разоружања. Нуклеарне државе се нису придржавале овог споразума па је тако настављено гомилањем залиха овог наоружања.
Заговорници нуклеарном разоружању кажу да ће смањењем нуклеарног потенцијала смањити вероватноћу нуклеарног рата. Критичари нуклеарном разоружању кажу да ће то поткопати мир у свету и да ће довести до повећања глобалне нестабилности. Многи познати амерички државници, међу њима има и познатих имена попут Хенрија Кисинџера, Џорџа Шулца, Сема Нана и Вилијама Перија, који су током периода Хладног рата, заговарали елиминацију нуклеарног оружја.
Нуклеарне силе се разоружавају, али само статистички, односно смањују број комада оружја. Међутим, оне заправо улажу у квалитативно ефикасније оружје, показује извештај стокхолмског Института за истраживање мира СИПРИ. Захваљујући Стратешком споразуму о разоружању (СТАРТ) између САД и Русије, на свету је све мање нуклеарног оружје за масовно уништење, пише у новом извештају стокхолмског Института за истраживање мира (СИПРИ). Међутим, иако су две нуклеарне суперсиле смањиле број нуклеарних бојевих глава, то није нужно доказ стварног разоружања. „Многе нуклеарне бојеве главе које су уништене или демонтиране, биле су просто застареле. То је, да тако кажем, наслеђе из времена Хладног рата”, каже Кајл Шенон, један од главних аутора новог извештаја СИПРИ. „У погледу оперативне снаге, смањење арсенала прилично је скромно."
Оптимисти су они који су мислили да ће нови (СТАРТ) између Русије и САД, који је ступио на снагу 2011, у блиској будућности свет претворити у зону без нуклеарног оружја. „Цела ствар је била разочаравајућа, пре свега због још увек тешких односа између САД и Русије. Русију је требало више укључити и озбиљније схватити у Савету НАТО-Русија”, указује Анете Шапер, која је експерт за контролу нуклеарног наоружања у Фондацији за истраживање мира и конфликата у Франкфурту на Мајни. Она је разочарана и тиме што је нуклеарно оружје још увек стационирано у Немачкој. „Заправо је одавно требало да буде повучено”, каже Шапер.
Русија и САД поседују највећи део нуклеарног арсенала у свету — више од 90%. Али, чак и мање нуклеарне силе изгледа да прате тренд модернизације, пише СИПРИ. Француска и Уједињено Краљевство су у различитим фазама модернизације својих система нуклеарног оружја, каже Шенон Кајл и додаје да је јасно да у блиској будућности ни једна од те две земље не желе да се у потпуности одрекну нуклеарног оружја. „Кина изгледа има дугорочни програм модернизације, али фокус је више на побољшању квалитета него на бројчаном проширењу нуклеарног програма”, каже стручњак СИПРИ
Главобоље задаје развој две мање нуклеарне силе. „Ми знамо да Индија и Пакистан повећавају свој нуклеарни арсенал — и његов квалитет, али и квантитет”, каже Шенон. Посебно је забрињавајуће то што се нуклеарно оружје две азијске земље може брзо ставити у оперативно стање и што може да се користи и против конвенционалних снага. „Пакистан се осећа угроженим од Индије. Индијци више гледају у правцу Кине”, објашњава Анете Шапер.
Посебан случај је најмања нуклеарна сила — Северна Кореја. Чини се да та изолована земља годинама квалитативно побољшава своје нуклеарно оружје, извештава СИПРИ. Раније су стручњаци претпостављали да се ради о „примитивним нуклеарним експлозивним направама”. Међутим, данас већина верује да Северна Кореја већ поседује функционално нуклеарно оружје, каже Шенон Кајл.
Израел такође има нуклеарно оружје; та земља никада није званично признала да га има. Обим нуклеарног програма Израела је, изгледа, стабилан, али, како каже Шенон, „Израел чека да види шта ће се десити у Ирану. Уколико Иран развије нуклеарно оружје, то би могло да утиче и на нуклеарни арсенал Израела.” Све у свему, према експертима СИПРИ, захваљујући Споразуму о разоружању између САД и Русије, у протеклих неколико година заиста је уништено доста нуклеарног оружја: за време Хладног рата било је скоро 60.000 комада, док их данас има само око 16.000. Међутим, јасно је и ово: тих 16.000 комада нуклеарног оружја, још увек је неизмерно много.

## Владе, контрола и закон
Због огромне, војне моћи која се стиче поседовањем нуклеарног оружја, његова политичка контрола је основни проблем све док оно уопште постоји. Крајем 1940-их, недостатак међусобног поверења је онемогућио САД и СССР да начин било какав напредак ка међународном договору или споразуму којим би се контролисало нуклеарно оружје, међутим тек 1960-их начињени су одређени кораци да се ограничи ширење нуклеарног оружја на друге државе и његов утицај и ефекте које нуклеарно тестирање има на околину и здравље људи. Споразум о делимичној забрани нуклеарних тестова потписан 5. августа 1963. године, које су потписале САД, СССР и Уједињено Краљевство, који је забранио свим нуклеарним силама тестирање нуклеарног оружја на површини земље, спречавајући радиоактивно загађење околине, док је Споразум о неширењу нуклеарног оружја из 1968. године покушао наметнути ограничења на врсте активности које државе потписнице могу чинити, са циљем да се омогући уступање цивилне нуклеарне технологије државама потписницима без страха од могућег ширења оружја.
Међународна агенција за нуклеарну енергију (ИАЕА) основана је 1957. године под мандатом Уједињених нација са циљем да се охрабри развој цивилних начина коришћења нуклеарне технологије, омогућавајући међународну заштиту од њене злоупотребе и дајући сигурносне инструкције и мере за њено коришћење. До 1996. године многе државе су ратификовале и потписале Споразум о потпуној забрани нуклеарних тестова, који забрањује сваки вид тестирања нуклеарног оружја, што представља велику препреку свакој држави потписници да развије нуклеарно оружје. Осим тога, потписани су и други споразуми који регулишу залихе нуклеарног оружја на билатералној основи, попут споразума САЛТ И и СТАРТ И, којим се ограничава број и врста нуклеарног оружја између САД и бившег СССР.
Нуклеарно оружје је такође забрањено и ограничено споразумима између држава. Многе државе су проглашене не нуклеарним подручјем, где је забрањена производња и коришћење нуклеарног оружја, путем споразума. Споразум из Тлателолцоа из 1967. године забрањује производњу и распоређивање нуклеарног оружја у Латинској Америци и Карибима, док Споразум из Пелиндабе из 1964. године забрањује нуклеарно оружје у многим земљама Африке. Међу најсвежијим примерима је проглашење Централно азијског подручја без нуклеарног оружја које је проглашено међу бившим совјетским републикама у централној Азији, а које забрањује нуклеарно оружје.
Међународни суд правде, као највиши суд Уједињених нација, издао је 1996. године саветодавно мишљење о легалности претњи или коришћењу нуклеарног оружја. Суд је одлучио да коришћењем нуклеарног оружја да се крше одређени чланови међународног права, укључујући Женевске конвенције, Хашке конвенције, Повеља Уједињених нација и Универзалну декларацију људских права.